# Liste der Kulturdenkmale in Freiberg-Altstadt
Die Liste der Kulturdenkmale in Freiberg-Altstadt ist wegen ihrer Länge in folgende Listen aufgeteilt:
- Liste der Kulturdenkmale in Freiberg-Altstadt, A–K
- Liste der Kulturdenkmale in Freiberg-Altstadt, L–Z